# 圣皮埃尔代罗
圣皮埃尔代罗（法語：Saint-Pierre-d'Eyraud，法語發音：[sɛ̃ pjɛʁ deʁo]）是法国多尔多涅省的一个市镇，位于该省西南部，属于贝尔热拉克区。

## 地理
圣皮埃尔代罗（44°50'54"N, 0°19'7"E）面积26.16 平方千米，位于法国新阿基坦大区多爾多涅省，该省份为法国西南部内陆省份，是法國本土面积第三大的省，大致对应佩里戈尔地区，北起顺时针与夏朗德省、上维埃纳省、科雷兹省、洛特省、洛特-加龙省、吉倫特省和滨海夏朗德省接壤。
与圣皮埃尔代罗接壤的市镇（或旧市镇、城区）包括：弗赖斯、圣阿维-圣纳泽尔、勒弗莱、蒙福孔、圣若尔热布朗卡内、拉福尔斯、拉蒙齐耶圣马尔坦、加尔多讷。

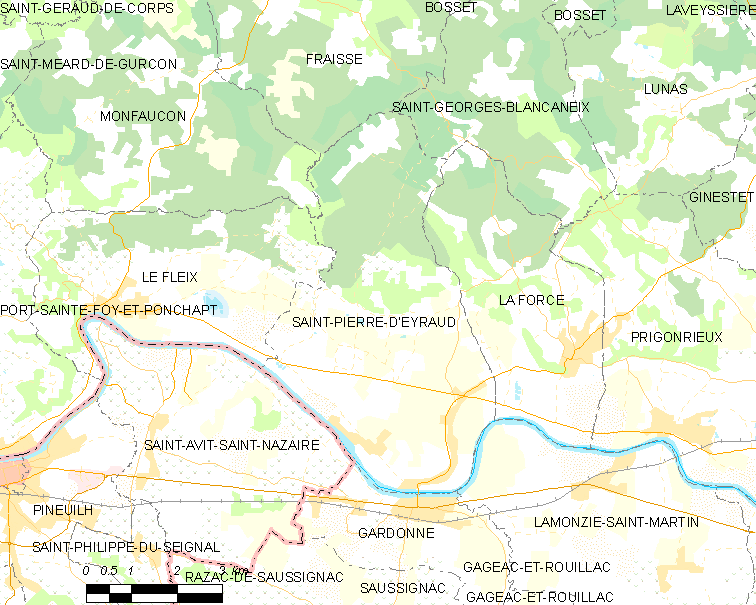
圣皮埃尔代罗的OSM定位图

圣皮埃尔代罗的时区为UTC+01:00、UTC+02:00（夏令时）。

## 行政
圣皮埃尔代罗的邮政编码为24130，INSEE市镇编码为24487。

## 政治
圣皮埃尔代罗所属的省级选区为拉福尔斯地区县。

## 人口

1962-2008年间圣皮埃尔代罗人口变化图示

圣皮埃尔代罗于2022年1月1日时的人口数量为1801人。